# Brđani Kosa
Brđani Kosa est un village de la municipalité de Sunja (comitat de Sisak-Moslavina) en Croatie. Au recensement de 2011, le village comptait 103 habitants.